# Cratere Paneth
Paneth è un cratere lunare di 60,92 km situato nella parte nord-orientale della faccia nascosta della Luna.